# Lentipes concolor
Lentipes concolor је зракоперка из реда Perciformes и фамилије Gobiidae.

## Угроженост
Подаци о распрострањености ове врсте су недовољни.

## Распрострањење
Ареал врсте је ограничен на једну државу. 
Сједињене Америчке Државе су једино познато природно станиште врсте.

## Станиште
Станиште врсте су слатководна подручја. 
Врста је присутна на подручју Хавајских острва.